# Régiments d'infanterie français d'Ancien Régime (J)
Cet article présente la liste des régiments d'infanterie français d'Ancien Régime, commençant par la lettre J.

## J
- Régiment de Jacob 

Ce régiment de dix enseignes qui est amené en 1558 en Picardie par le colonel Jacob d'Augsbourg dans le cadre de la onzième guerre d'Italie est licencié la même année.
- Régiment de Jacques 

C'est un régiment ligueur levé en 1591 dans le cadre la huitième guerre de Religion, par le capitaine Jacques. Le régiment participe à la défense de Rouen et est licencié en 1593. est admis le 26 avril 1594 au service du roi. Le 16 août 1616 le régiment est incorporé dans le régiment du Maréchal d'Ancre.
- Régiment de Jarry

Le régiment est levé le 2 avril 1590, dans le cadre la huitième guerre de Religion, par N. de Jarry. Il sert en Poitou et est licencié en 1591.
- Régiment de Jarzé (1585-1589)

Ce régiment est levé en mai 1585, par N. du Plessis de La Roche-Pichemer de Jarzé, dans le cadre de la huitième guerre de Religion. En 1585 il participe au combat d'Angers. En 1588 il se trouve au combat des Herbiers, en 1589 à la défense de Tours et est licencié en août de la même année.
- Régiment de Jarzé (1685-1691)

C'est l'ancien régiment d'Hamilton (1679-1685), qui est renommé « régiment de Jarzé » en 1685 et qui prend le titre de régiment de Médoc le 22 mai 1691.
- Régiment de Jaucourt

Le régiment est levé le 2 février 1706 par N. de Jaucourt. Engagé dans la guerre de Succession d'Espagne, il est licencié en 1708.
- Régiment de Jenner (1751-1762) 

C'est l'ancien régiment de Bettens (1739-1751), qui est renommé « régiment de Jenner » le 23 juillet 1751 et qui prend le nom de régiment d'Erlach le 21 février 1762.

Régiment de Jenner (1751-1762)
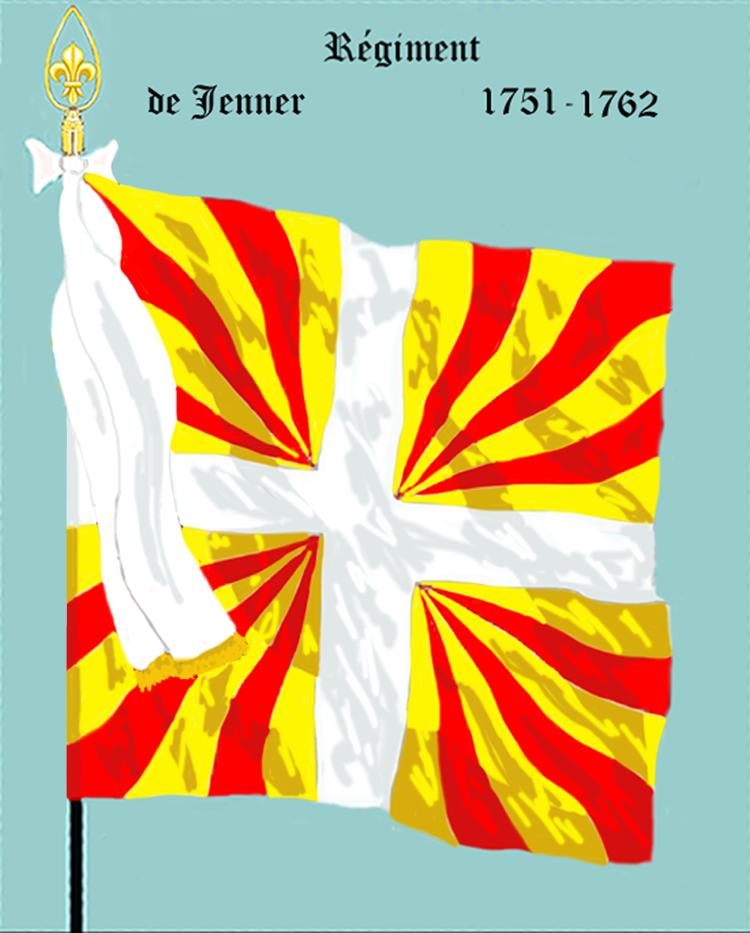

- Régiment de Jenner (1763-1774) 

C'est l'ancien régiment d'Arbonnier, qui est renommé « régiment de Jenner » en 1616 et qui prend le nom de régiment d'Aulbonne en 1774.

Régiment de Jenner (1763-1774)
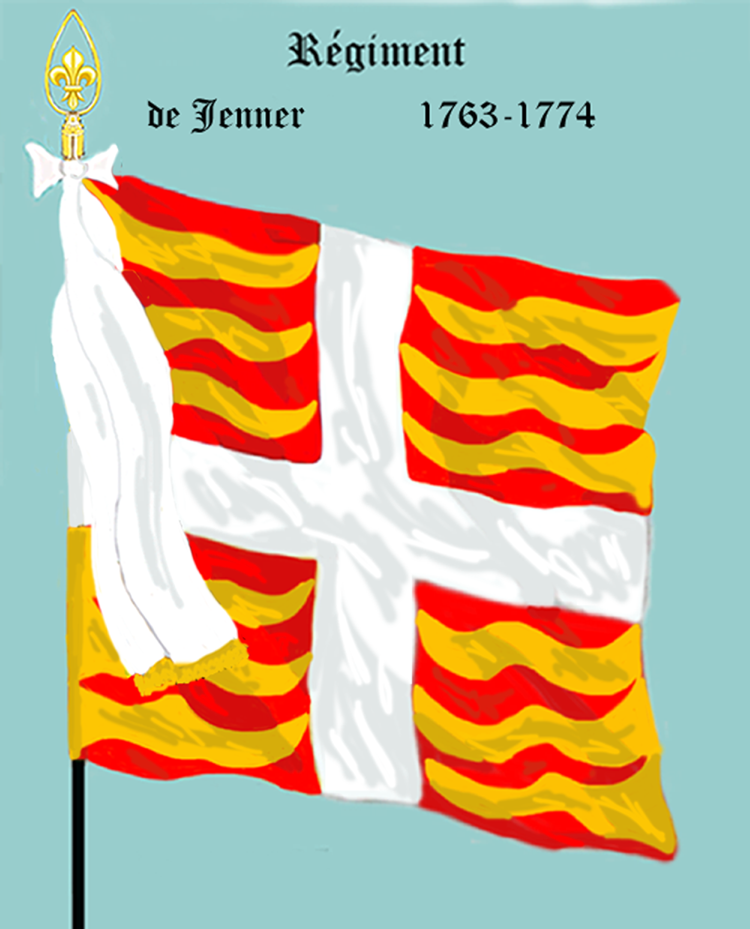

- Régiment de Joinville (1624-1629)

C'est l'ancien régiment de Vaudémont, qui est renommé « régiment de Joinville » en 1624 et qui prend le nom de régiment de Phalsbourg en 1629.
- Régiment de Joinville (1624-1627)

C'est l'ancien régiment d'Hôtel, qui est renommé régiment de Joinville en 1624 et qui prend le nom de régiment de Plessis-Praslin en 1627
- Régiment de Jonchères

Ce régiment est levé en 5 août 1637, dans le cadre de la guerre franco-espagnole, par N. de Calvisson, marquis de Jonchères. Il participe au secours de Leucate. Il prend en 1642, le nom de régiment de Calvisson.
- Régiment de Jonzac (1628-1628)

Le régiment est levé le 8 février 1628 par N. de Sainte-Maure, comte de Jonzac dans le cadre de la répression de la troisième rébellion huguenote. Il participe au siège de La Rochelle et est réformé en novembre 1628 après la capitulation de la cité protestante.
- Régiment de Jonzac (1646-1658)

Ce régiment est levé le 20 février 1646 par Alexis de Sainte-Maure, comte de Jonzac pour tenir garnison à Bergues. Affecté à l'armée de Guyenne en 1653, il est licencié en décembre 1658.

Régiment de Jonzac (1667-1658)
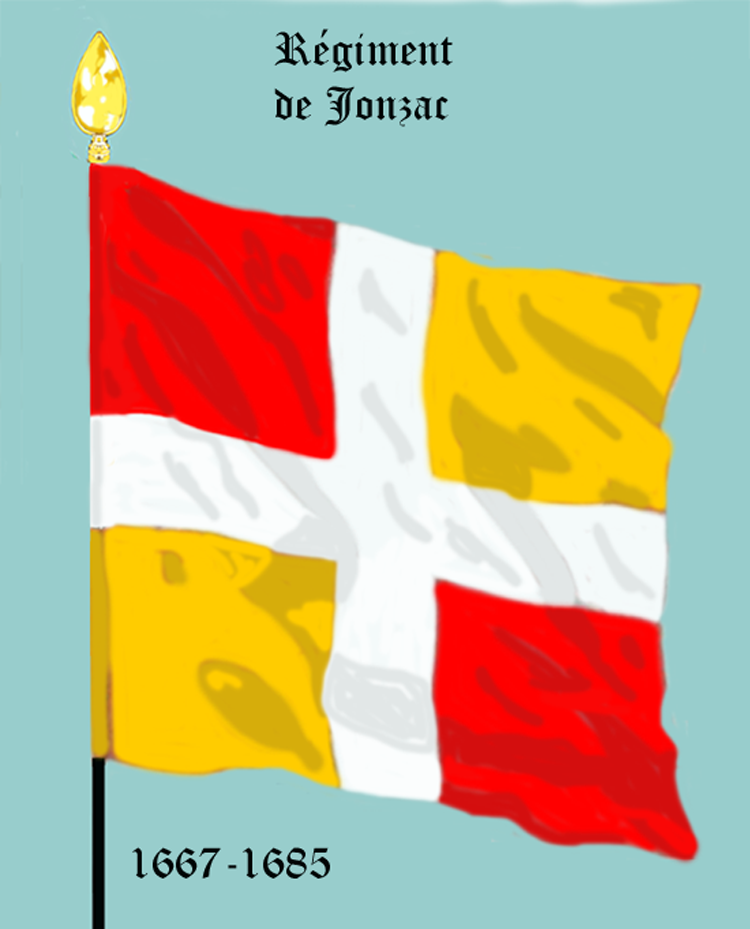

Ce régiment est levé le 12 juillet 1667 par Alexis de Sainte-Maure, comte de Jonzac. En 1677, il prend le nom de régiment de Sainte-Maure.
- Régiment de Jonzac (1667-1658)

- Régiment de Joyeuse (1596-1597)

Ce régiment est levé en 22 janvier 1596, sur le pied de 500 hommes, par Henri du Bouchage, duc de Joyeuse, dans le cadre de la huitième guerre de Religion. Il est licencié en 1597.

Régiment de Joyeuse (1751-1755)
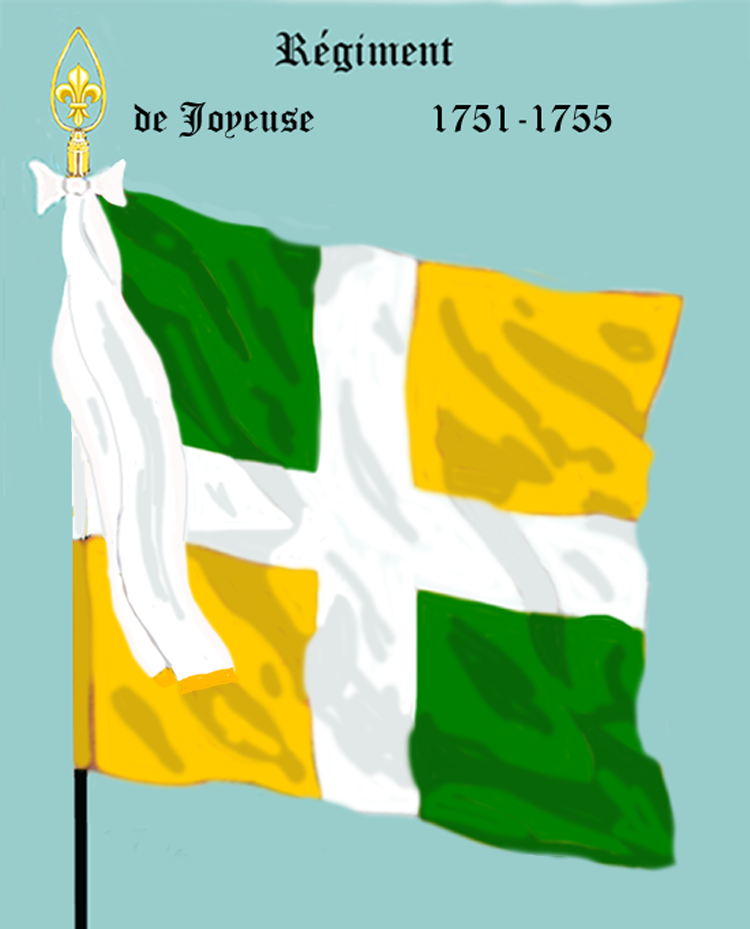

C'est l'ancien régiment de Montboissier, qui est renommé « régiment de Joyeuse » le 27 février 1751 et qui prend le nom de régiment de Vaubécourt le 15 juillet 1755.
- Régiment de Joyeuse (1751-1755)